# Лхюндзе
Лхюндзе (тиб. ལྷུན་རྩེ་རྫོང, Вайли: lhun rtse rdzong, кит. упр. 隆子县, пиньинь Lóngzǐ xiàn, палл. Лунцзы сянь) — уезд в городском округе Шаньнань, Тибетский автономный район, КНР. Китай также считает частью уезда некоторые территории, которые Индия считает частью своего штата Аруначал-Прадеш.

## История
Уезд был создан в 1959 году.

## Административное деление
Уезд делится на 2 посёлка и 9 волостей:
- Посёлок Лхюндзе (隆子镇)
- Посёлок Ританг (日当镇)
- Волость Ньямэ (列麦乡)
- Волость Чаю (加玉乡)
- Волость Риронг (热荣乡)
- Волость Сангнгагчойлинг (三安曲林乡)
- Волость Шойсар (雪沙乡)
- Волость Юмэ (玉麦乡)
- Волость Дзари (扎日乡)
- Волость Зойнба (准巴乡)
- Волость Дою (斗玉乡)